# Соловьёв, Александр Алексеевич (хозяйственный деятель)

Памятник на площади перед Центром культуры «Урал»

Алекса́ндр Алексе́евич Соловьёв (25 апреля 1914, Тихвинский уезд, Новгородская губерния — 4 ноября 1998, Екатеринбург) — советский и российский организатор производства, руководитель Уральского электромеханического завода в 1946—1983 годах. Герой Социалистического Труда. Лауреат Государственной премии СССР.

## Биография
Родился в деревне Васьково Тихвинского уезда Новгородской губернии (ныне — Бокситогорский район Ленинградской области) в крестьянской семье.
В 1930—1935 годах работал подсобным рабочим, электромонтёром, конструктором и мастером в различных организациях города Ленинграда. В 1935 году окончил Ленинградский электротехнический техникум (1935), Московский электротехнический институт. В 1941 году окончил теоретический курс Московского заочного института металлопромышленности.
В 1935—1937 годах — инженер, в 1937—1942 годах — главный механик завода № 103 в Ленинграде. В 1942—1946 годах — главный механик завода № 709 Наркомсудпрома СССР в Москве.
В 1946—1983 годах — директор Уральского электромеханического завода (в 1946—1957 — Свердловский завод № 707 Минсудпрома СССР, в 1957—1969 — завод № 333 Минсредмаша СССР, в 1969—1983 — Уральский электромеханический завод Минсредмаша СССР).
Организовал перевод завода на другую промышленную площадку, создал новый завод, ставший современным приборостроительным предприятием. С 1957 года после перевода завода в систему Минсредмаша его основной продукцией стали изделия оборонного назначения. Большое внимание уделял социальной сфере. При его участии в Кировском районе построено три жилых микрорайона, дворец культуры «Урал», спорткомплекс «Урал», школы № 43 и 47, кинотеатры «Искра» и «Современник», медико-санитарная часть, детские дошкольные учреждения, проложена троллейбусная линия Академическая.
Неоднократно избирался членом бюро Кировского райкома КПСС города Свердловска, членом Свердловского обкома и горкома КПСС, депутатом городского совета депутатов.
Скончался 4 ноября 1998 года в Екатеринбурге. Похоронен на Широкореченском кладбище.

## Награды
- Герой Социалистического Труда (1971)
- три ордена Ленина (1956, 1966, 1971)
- орден Октябрьской Революции (1981)
- орден Трудового Красного Знамени (1962)
- орден «Знак Почёта» (1960)
- Государственная премия СССР (1969)
- Почётный гражданин города Свердловска (1978)
- Награждён медалями